# Gilles Delmotte
Gilles Delmotte est un joueur de dames français, licencié au "Damier de Pelves".
Il est le frère de Thierry Delmotte.

## Palmarès
- Grand Maître National;
- Participation aux championnats du monde en 1992 et 2005;
- Champion de France National (seniors) en 2004 (à Compiègne);
- Champion de France National (seniors) en 1992 (à Parthenay);
- Champion de France juniors en 1987.